# Zelotes baltistanus
Zelotes baltistanus este o specie de păianjeni din genul Zelotes, familia Gnaphosidae, descrisă de Caporiacco, 1934. Conform Catalogue of Life specia Zelotes baltistanus nu are subspecii cunoscute.